# Sphaeralcea tehuelches
Sphaeralcea tehuelches är en malvaväxtart som först beskrevs av Carlos Luis Spegazzini, och fick sitt nu gällande namn av Antonio Krapovickas. Sphaeralcea tehuelches ingår i släktet klotmalvor, och familjen malvaväxter. Inga underarter finns listade i Catalogue of Life.